# Waldemar Czyżewski
Waldemar Stanisław Czyżewski (ur. 20 stycznia 1934 w Mszadli Starej, zm. 26 lutego 2001) – polski działacz partyjny i państwowy, były I sekretarz Komitetów Powiatowych PZPR w Wałczu i Szczecinku, w latach 1975–1976 wicewojewoda koszaliński, w latach 1980–1981 I sekretarz Komitetu Wojewódzkiego PZPR w Koszalinie.

## Życiorys
Syn Stanisława i Marianny. W 1967 został absolwentem Wyższej Szkoły Nauk Społecznych przy KC PZPR. Od 1953 do 1958 kierownik Państwowego Ośrodka Maszynowego w Wałczu. W 1956 wstąpił do Polskiej Zjednoczonej Partii Robotniczej. Od 1958 związany z Komitetem Powiatowym PZPR w Wałczu, od 1964 do 1965 był w nim sekretarzem. Następnie zajmował stanowiska I sekretarza Komitetu Powiatowego w Szczecinku (1967–1973) oraz Komitetu Miasta i Powiatu w Koszalinie (1973–1975). W grudniu 1973 wybrano go szefem Prezydium Miejskiej Rady Narodowej w Koszalinie. Od czerwca 1975 do lutego 1976 pozostawał wicewojewodą koszalińskim, następnie został sekretarzem Komitetu Wojewódzkiego PZPR w Koszalinie. Od 10 grudnia 1980 do 21 czerwca 1981 pełnił funkcję I sekretarza KW PZPR. Powołano go na fali zmian w kierownictwie partii w miejsce sympatyzującego z Edwardem Gierkiem Władysława Kozdry, odwołano już po pół roku ze względu na niedostateczne rozliczenia. Kilka miesięcy później został wydalony z PZPR.
Pochowany na cmentarzu komunalnym w Koszalinie (R-18/7/4).